# پاپ! اواس
پاپ! اواس (به انگلیسی: Pop!OS) یک توزیع لینوکس آزاد و متن‌باز برپایه اوبونتو است که اولین نسخهٔ آن در سال ۲۰۱۷ میلادی منتشر شد. این توزیع لینوکس به‌طور پیش‌فرض از یک میزکار گنوم شخصی‌سازی شده به‌نام «گنوم COSMIC» استفاده می‌کند و یکی از محبوب‌ترین توزیع‌ها بر اساس وبگاه دیستروواچ می‌باشد.
پاپ‌اواس در اصل برای رایانه‌های ساخته شده توسط «سیستم ۷۶» ارائه‌شد. همچنین پاپ‌اواس پشتیبانی کاملی برای واحد پردازش گرافیکی‌های ای‌ام‌دی و انویدیا فراهم کرده و برای کاربرانی که تازه‌وارد دنیای لینوکس شدند، بسیار راحت و کاربر دوستانه است.